# Jacqueline Lydia Mikolo
Jacqueline Lydia Mikolo est une femme politique congolaise, née en 1972. Elle est Ministre des Petites et Moyennes entreprises et de l'Artisanat depuis le 22 mai 2021.
Elle fut auparavant ministre de la Santé et de la Population (2016-2021), ainsi que ministre de la Promotion de la Femme et de l'Intégration de la Femme au développement (2019-2021).

## Carrière professionnelle
De 2014 à 2016, Jacqueline Lydia Mikolo est coordonnatrice des marchés publics et de la réglementation au ministère des Grands travaux,.

### Carrière politique

#### Ministre de la Santé
Jacqueline Lydia Mikolo fait son entrée au gouvernement le 30 avril 2016, en étant nommée Ministre de la Santé et de la Population dans le premier gouvernement de Clément Mouamba. Lors de la passation de pouvoir le 6 mai, elle félicite son prédécesseur François Ibovi pour son travail accompli au ministère, et promet de poursuivre les réformes qu'il a amorcé.
Lors de la 69e Assemblée mondiale de la santé en mai 2016, elle présente le programme congolais pour la santé, intitulé « La marche vers le développement », qui se fixe comme objectif de faciliter l'accès de la population à des soins peu coûteux et de qualité sur la période 2016-2021. Plusieurs réalisations sont prévues, comme la mise en place d'une assurance maladie universelle, la construction d'hôpitaux généraux dans tous les départements, le renforcement de la prise en charge de certaines pathologies ou le maintien de la gratuité de l'accès aux soins pour certaines couches de la population.
En décembre 2016, dénonçant des « circuits mafieux », Jacqueline Lydia Mikolo dissout la Congolaise des médicaments essentiels et génériques (Comeg), dont les dysfonctionnements causaient des ruptures dans l'approvisionnement d'antirétroviraux. Elle est remplacée en juin 2017 par la Centrale d'achat des médicaments essentiels et des produits de santé (Cameps).
Jacqueline Lydia Mikolo entreprend une grande réforme du système de santé, qui vise à faire de la lutte contre le cancer une de ses priorités. À l'occasion de la Semaine scientifique congolaise de cancérologie en juin 2017, elle annonce la validation prochaine d'un programme national par le Conseil des ministres, ainsi que la réunion de toutes les associations congolaises luttant contre cette maladie dans une seule ligue.
En mars 2019, à l'occasion de la Journée mondiale des maladies du rein, elle annonce que le gouvernement a pris des mesures pour lutter contre les maladies rénales, en finalisant notamment l'installation de 3 centres d'hémodialyse à travers le pays.

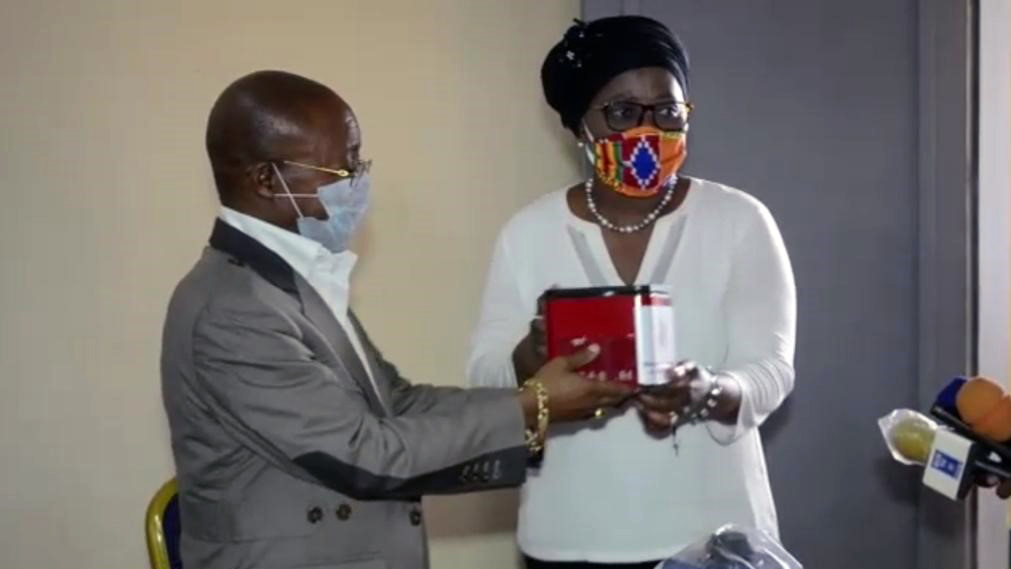
Jacqueline Lydia Mikolo (à droite) en 2020 avec Martin Parfait Aimé Coussoud-Mavoungou, ministre de la Recherche scientifique, recevant un don de kits pour détecter le SARS-CoV-2 de la part de l'AIEA.

À partir de mars 2020, elle doit faire face à la pandémie de Covid-19 au Congo. Le 17 juillet, après s'être entretenue avec l'ambassadeur de Chine au Congo, Ma Fulin, elle annonce que l'Hôpital d’amitié sino-congolaise de Mfilou (Brazzaville) sera jumelé à partir du mois d'août avec un hôpital chinois dans le cadre de la lutte contre le Covid-19.
Elle quitte le Ministère à la suite d'un remaniement le 21 mai 2021, où elle est remplacée par Gilbert Mokoki.

#### Ministre de la Promotion de la Femme
Le 17 septembre 2019, en plus de ses fonctions aux Ministère de la Santé et de la Population, Jacqueline Lydia Mikolo se voit nommée ministre de la Promotion de la Femme et de l'Intégration de la Femme au développement, à la suite du limogeage d'Inès Nefer Ingani. Elle prend ses fonctions le 19 septembre.
Elle quitte ses fonctions à la suite d'un remaniement le 21 mai 2021, où elle est remplacée par Inès Nefer Ingani, qui reprend son rôle à la tête du ministère.

#### Ministre des Petites et moyennes entreprises
En 2021, à la suite de la réélection de Denis Sassou-Nguesso, Jacqueline Lydia Mikolo est nommée Ministre des Petites et moyennes entreprises, de l’Artisanat et du Secteur informel dans le gouvernement Makosso, où elle succède le 22 mai à Yvonne-Adélaïde Mougany. Le secteur informel est cependant retiré de la dénomination de son ministère lors du remaniement de septembre.
Lors des élections législatives de 2022, elle se présente dans la circonscription de Mouyondzi (Bouenza), mais perd au second tour face à l'opposante Claudine Munari.

## Distinction
Le 20 février 2018, la Fondation Calissa-Ikama remet à Jacqueline Lydia Mikolo un ruban d'or, en reconnaissance  de son engagement contre le cancer en général, et le cancer pédiatrique en particulier.